# Félix Fermín Marín
Félix Fermín Marín, vollständiger Name Félix Fermín Marín González (* 21. Februar 1952 in San Pedro) ist ein ehemaliger paraguayischer Fußballspieler.

## Spielerlaufbahn

### Verein
Der torgefährliche Mittelfeldspieler Marín, der insbesondere durch seine Schnelligkeit auffiel, schloss sich im Alter von 14 Jahren dem paraguayischen Klub Cerro Porteño an, nachdem er von Juan Zimberliz „entdeckt“ worden war. Dort spielte er zunächst in den Jugendmannschaften. Er begann in der División Cadete. Sein Weg führte sodann über die weiteren Mannschaften in den Altersklassen (Infantil, Juvenil) bis in die Primera División. Dort debütierte er 18-jährig in der im Estadio Puerto Sajonia ausgetragenen Partie gegen den General Caballero Sport Club und stand mindestens in den Jahren 1971 bis 1975 im Kader der Erstligamannschaft. Marín selbst erwähnt in einem Interview sieben Spielzeiten seiner Zugehörigkeit zum Verein. Mit der Mannschaft gewann er in den Jahren 1972, 1973 und 1974 jeweils den Landesmeistertitel. Auch nahm er mit dem Hauptstadtklub an der Copa Libertadores 1972 teil. Dort steuerte er beim 3:2-Sieg am 23. März 1972 gegen Sao Paulo zwei Treffer bei.
In Griechenland spielte er beim seinerzeit von Ferenc Puskás betreuten Athener Klub Panathinaikos vor, verließ den Verein aufgrund zu hoher Forderungen seitens Cerro Porteño jedoch wieder. Auch ein Engagement bei The Strongest La Paz in Bolivien ist verzeichnet.

### Nationalmannschaft
Marín gehörte auch der paraguayischen Junioren-Nationalmannschaft an, die 1971 an der Junioren-Südamerikameisterschaft in Paraguay teilnahm und den Titel gewann. Später spielte er auch für die A-Nationalmannschaft.

### Erfolge
- 1× Junioren-Südamerikameister (1971)
- 3× Paraguayischer Meister (1972, 1973, 1974)

## Trainerkarriere
Seit 1984 ist Marín als Trainer tätig. Er betreute die Mannschaften von San Pedro, Ovetense, Yhú, Germania und Choré. Im Jahr 2010 hatte er im Campeonato Nacional de Interligas bei der U-19 von San Pedro die Trainingsleitung inne.